# Гильман, Александр (скрипач)
Александр Гильман (нем. Alexander Gilman; род. 16 сентября 1982, Бамберг, Германия) — немецкий скрипач.

## Биография
Родился в семье еврейских иммигрантов из Советского Союза. Обучался в Джульярдской школе в Нью-Йорке у Дороти Делэй, а также в мастер-классах Аарона Розанда, Ицхака Перлмана, Игора Озима, Михаила Копельмана, Захара Брона и других. Летом 2000 года продолжил обучение у Захара Брона в Кёльнской Высшей школе музыки. Лауреат нескольких конкурсов. В 2007 г. выпустил дебютный диск с произведениями Брамса, Венявского, Прокофьева.